# 래퍼홀릭
래퍼홀릭(Rappaholik)은 대한민국의 힙합 음악가이다. 미국에서 생활하다 1996년 경 귀국, 1999년에는 최초의 독립 힙합 레이블 Rawdogg Records를 설립하였으며, 동시에 자신의 싱글을 내면서 데뷔하였다. 그의 음악은 미국 동부 지역의 음악에 기반을 두고 있었으며, 특히 2001년에 나온 그의 정규앨범은 자신을 특수 요원으로 삼은 컨셉으로 앨범이 짜여있어 좋은 평을 받았다.
앨범 2002 대한민국에 참여한 것을 마지막으로 그의 활동은 거의 보기 힘들었다. 2005년에는 별의 2집에 참여하였고, 2006년에는 C-Luv의 힙합플레이야 라디오 발언에서 타이완에 거주하면서 컴백을 준비하고 있다는 얘기가 나왔으나, 그의 컴백 앨범은 나오지 않았고, 현재는 음악을 그만 둔 것으로 생각된다.
대표곡: Eastcoast Fever, Don't Forget the "Raw" Thang, Code Name: Gotti, The Art of War, Hey Luv

## 디스코그래피
- 1999년 5월 ?일 Eastcoast Fever + Party Groove Part 1 싱글
- 2000년 2월 ?일 Hold the Crown of Hip-Hop
- 2001년 12월 7일 Code Name : Gotti